# Like a Virgin (노래)
〈Like a Virgin〉(라이크 어 버진)은 마돈나의 노래이다. 두 번째 정규 앨범 《Like a Virgin》의 리드 싱글이다. 빌보드 핫 100 1위(언간 2위)와 영국 싱글 차트 3위를 한 곡이다. 미국 음반 산업 협회(RIAA) 인증 골드 등급을 받은 곡이다.